# Tenrec comú
El tenrec comú (Tenrec ecaudatus) és una espècie de tenrec. Viu a les Comoros, Madagascar, Maurici, l'Illa de la Reunió i les illes Seychelles. Habita boscos secs tropicals o subtropicals, boscs humits baixos tropicals o subtropicals, montanes humides tropicals o subtropicals, sabanes seques, sabanes humides, matollars secs tropicals o subtropicals, matollars humits tropicals o subtropicals, matollars alts tropicals o subtropicals, herbassars baixos secs tropicals o subtropicals, herbassars alts tropicals o subtropicals, terres arables, pastures, plantacions, jardins rurals i zones urbanes.